# Canon de 8,8 cm SK C/35
Pour les articles homonymes, voir C 35.
Ne doit pas être confondu avec Canon de 88 mm.
Le canon de 8,8 cm SK C/35 était un canon de marine allemande utilisé pendant la Seconde Guerre mondiale.

## Description
Le canon de 8,8 cm SK C/35 pesait 776 kilogrammes et avait une longueur totale de 3,985 m (fût de 45 fois le calibre) avec un bloc de culasse à translation verticale. Le canon tirait des obus de 9,5 kilogrammes de 88 mm de diamètre. Une charge propulsive de 2,82 kilogrammes produisait une vitesse à la bouche de 700 m/s avec des obus hautement explosifs ou incendiaires hautement explosifs (avec ou sans traceur). Le SK C/35 avait une durée de vie utile de 12 000 coups par tube.

### Munitions
Les munitions était d'un type fixe avec un poids total de 15 kilogrammes et une longueur de projectile de l'ordre de 385,5 mm. L'arme était capable de tirer :
- Des obus anti-blindage (AP) - de 10,2 kilogrammes ;
- Des obus hautement explosifs (HE) - de 9 kilogrammes ;
- Des obus éclairants (ILLUM) - 9,4 kilogrammes ;

Les obus hautement explosifs (HE), avaient une vitesse initiale de 700 m/s.

## Histoire

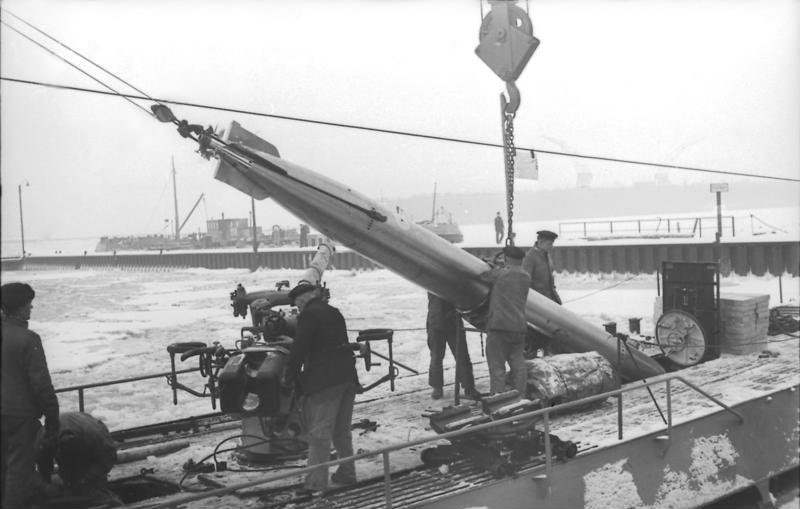
Le canon de pont SK C/35 sur un sous-marin de type VII est visible en dessous de la queue de la torpille.

### L'artillerie navale
C'était le canon standard de pont monté à l'avant du kiosque des sous-marins de type VII, bien que quelques-uns lui aient substitué un canon avec un débattement angulaire élevé tel que le canon de 3,7 cm SK C/30 pour la défense anti-aérienne. Le SK C/35 a été conçu pour le prototype de sous-marins VIIA de 1935 avec une allocation nominale de 220 obus. Pendant les premières années de la guerre, ces armes ont été utilisées pour pousser à l'abandon de navires marchands arraisonnés ou couler les navires endommagés par les torpilles. Certaines de ces armes ont été ensuite retirées des U-boots pour être ensuite montées à bord de dragueurs de mines et de chasseurs de sous-marins, après que les canons de pont non blindés se soient avérés peu pratiques dans la lutte contre les navires marchands armés et les convois marchands escortés.